# Izabela Nowak (biolog)
Izabela Nowak – polska biolog, dr hab. nauk biologicznych, adiunkt Instytutu Immunologii i Terapii Doświadczalnej im. Ludwika Hirszfelda Polskiej Akademii Nauk.

## Życiorys
11 grudnia 2009 uzyskała doktorat za pracę pt. Ocena związku genów KIR i HLA-C z podatnością na samoistne poronienia, a 1 grudnia 2016 uzyskała stopień doktora habilitowanego nauk biologicznych na podstawie rozprawy zatytułowanej Rola polimorfizmu genów KIR i HLA w rozrodzie człowieka i w odrzucaniu przeszczepu nerkowego.
Została zatrudniona na stanowisku adiunkta w Instytucie Immunologii i Terapii Doświadczalnej im. Ludwika Hirszfelda Polskiej Akademii Nauk.

## Wybrane publikacje
- 2000: B-lymphoblastoid cell line HAJ is resistant to high doses of hygromycin B similarly to hygromycin-resistance transfectants[1]
- 2005: Impact of activating killer immunoglobulin-receptor genotype of the donor on outcome of unrelated donor - Hematopoietic stem cell transplantation[1]
- 2007: Associations of killer cell immunoglobulin-like receptor genes with complications of rheumatoid arthritis[1]
- 2007: Activating killer immunoglobuline-like receptor incompatibility affects outcome after allogeneic haematopoietic stem cell transplantation[1]
- 2009: Sequential Acquisition of Inhibitory NK Cell Receptors After Allogeneic Hematopoietic Stem Cell Transplantation: The Role of Steroids and Other Transplantation-Related Factors[1]
- 2009: Frequencies of killer immunoglobulin-like receptor genotypes influence susceptibility to spontaneous abortion[1]
- 2012: Killer immunoglobulin-like receptor (KIR) and HLA genotypes affect the outcome of allogeneic kidney transplantation[1]
- 2017: The methylenetetrahydrofolate reductase c.c.677 C>T and c.c.1298 A>C polymorphisms in reproductive failures: Experience from an RSA and RIF study on a Polish population[1]